# Langnasen-Spitzmausbeutelratte
Die Langnasen-Spitzmausbeutelratte (Monodelphis pinocchio) ist ein Beutelsäuger aus der Gattung der Spitzmausbeutelratten (Monodelphis). Die Art kommt in der Mata Atlântica zwischen dem Süden von Espírito Santo und São Paulo im südöstlichen Brasilien vor. Sie wurde erst im Jahr 2015 erstmals beschrieben und wegen ihrer langen Schnauze nach Pinocchio benannt, der Kinderbuchfigur des italienischen Autors Carlo Collodi.

## Merkmale
Die für die Erstbeschreibung untersuchten Exemplare hatten Kopf-Rumpf-Längen von 8,8 bis 10,3 cm, einen 5,0 bis 5,4 cm langen Schwanz, 11 bis 13 mm lange Hinterfüße und ein Gewicht von 25 bis 26 g. Die Art ist damit eine relativ kleine Spitzmausbeutelratte aber deutlich größer als Kuns Spitzmausbeutelratte (M. kunsi), ihr nächster Verwandter. Der Rücken der Langnasen-Spitzmausbeutelratte ist bräunlich bis olivbraun ohne irgendein Streifenmuster. An den Schultern und in der Rückenmitte sind die Haare etwa 5 bis 6 mm lang und hell olivgrau an der Basis und bräunlich an den Spitzen. Die Bauchhaare sind 3 bis 4 mm lang und hellgrau bis cremefarben. Vorder- und Hinterpfoten sind besitzen auf der Oberseite kurze, schwarze Haare. Die Schnurrhaare sind dunkel. Die längsten Schnurrhaare liegen hinter den Augen. Der Schwanz, der im Durchschnitt etwa 55 % der Kopf-Rumpf-Länge umfasst, ist auf der Oberseite dunkelbraun und auf der Unterseite heller gefärbt. Die Schwanzschuppen sind in spiraligen Reihen angeordnet. Die Körperfärbung reicht auf der Schwanzunterseite weiter nach hinten als auf der Oberseite. Der Schädel ist schmal, auffallend lang und von der Seite gesehen abgeflacht. Die Schnauze ist deutlich länger als der Hirnschädel.

## Lebensraum
Die Langnasen-Spitzmausbeutelratte kommt in feuchten, bemoosten Bergwäldern vor und wurde bisher in Höhen von 790 bis 2380 Metern gefangen. Dort lebt die Art teilweise mit der Dreistreifen-Spitzmausbeutelratte (M. americana), der Gelbflanken-Spitzmausbeutelratte (M. dimidiata), Iherings Spitzmausbeutelratte (M. iheringi) und der Rotkopf-Spitzmausbeutelratte (M. scalops) im gleichen Biotop. Wie alle Spitzmausbeutelratte ernährt sich die Langnasen-Spitzmausbeutelratte vor allem von Insekten.